# Gerd Pieper (Architekt)

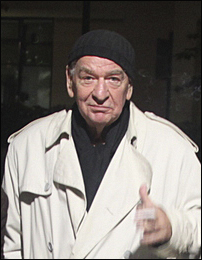
Gerd Pieper (2013, Foto: Ahrendt)

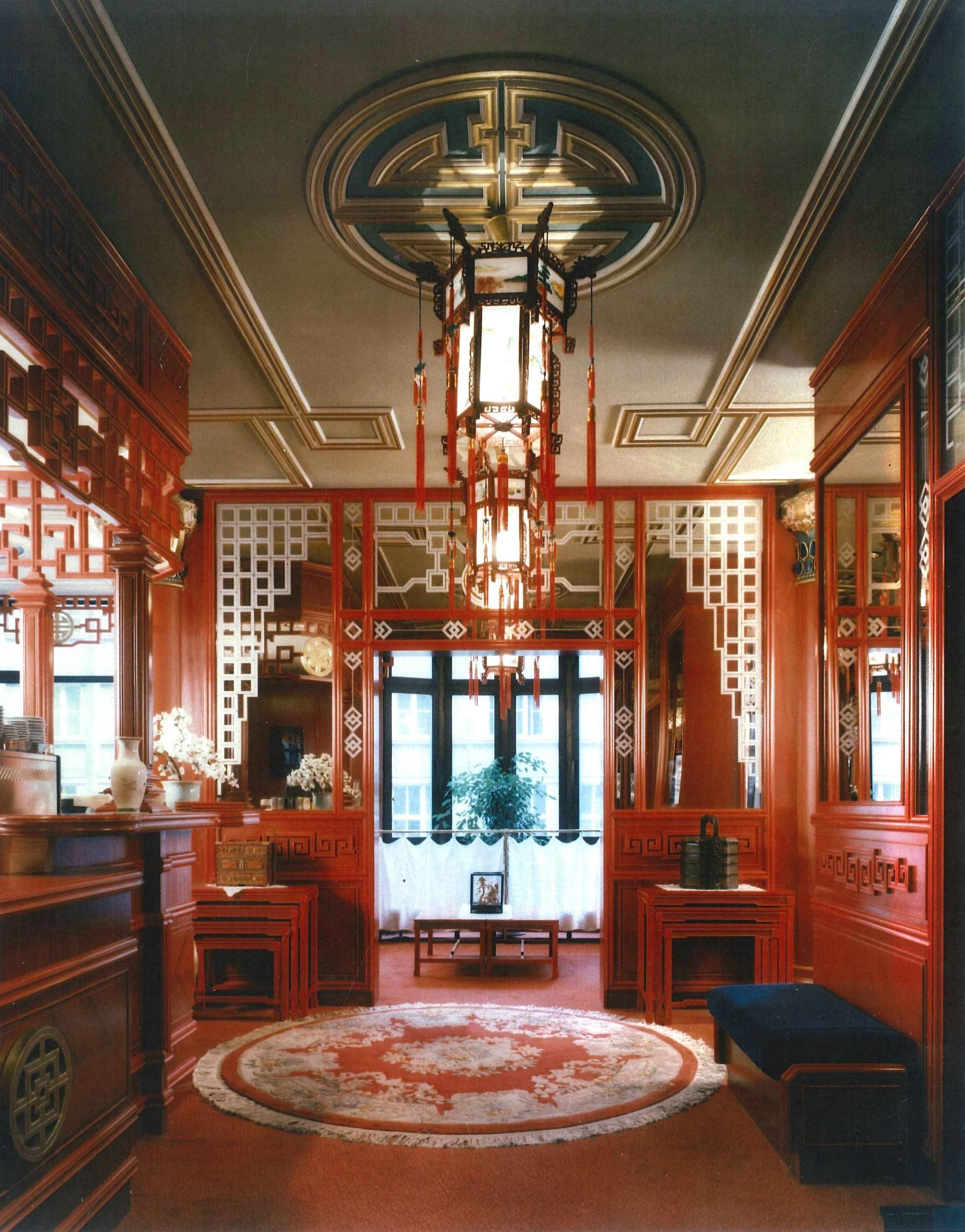
Eingangsbereich des Pekingrestaurants im rekonstruierten Gebäude des ehemaligen Kaufhauses Moritz Mädler

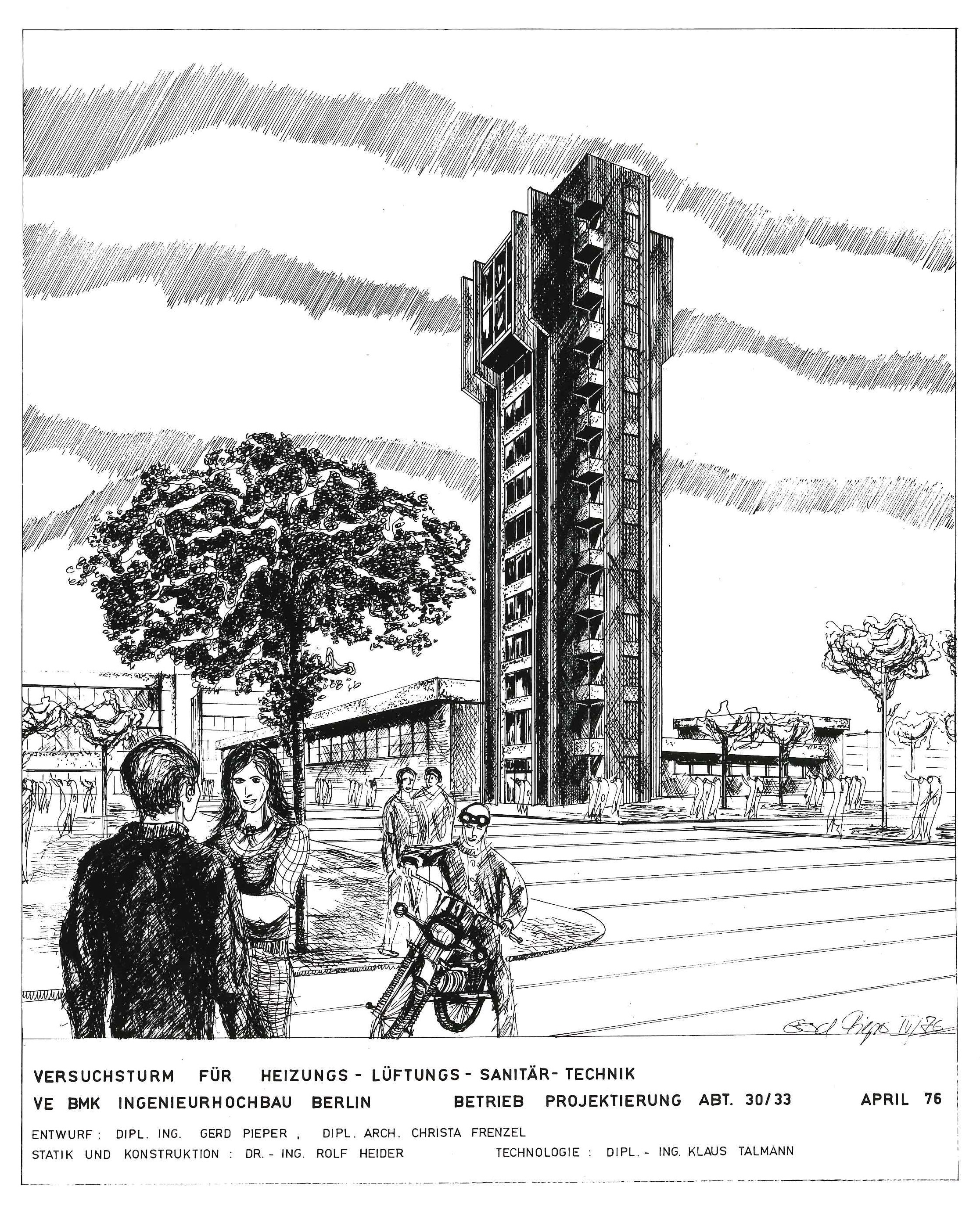
Gerd Piepers Entwurfsskizze für den Versuchsturm für Heizungs-, Lüftungs-, Sanitärtechnik

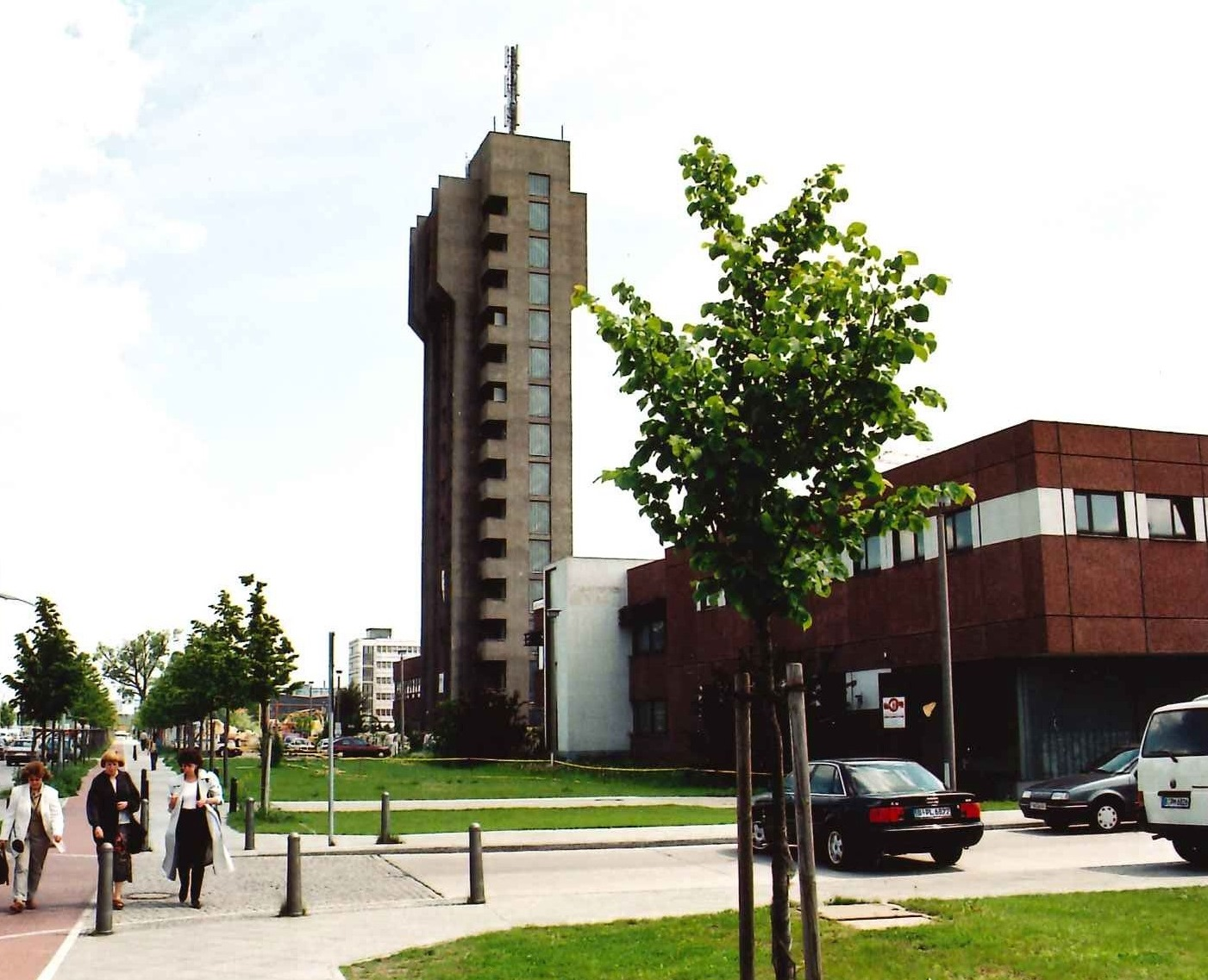
Versuchsturm für Heizungs-, Lüftungs-, Sanitärtechnik auf dem Gelände der Bauakademie der DDR in Berlin-Hohenschönhausen

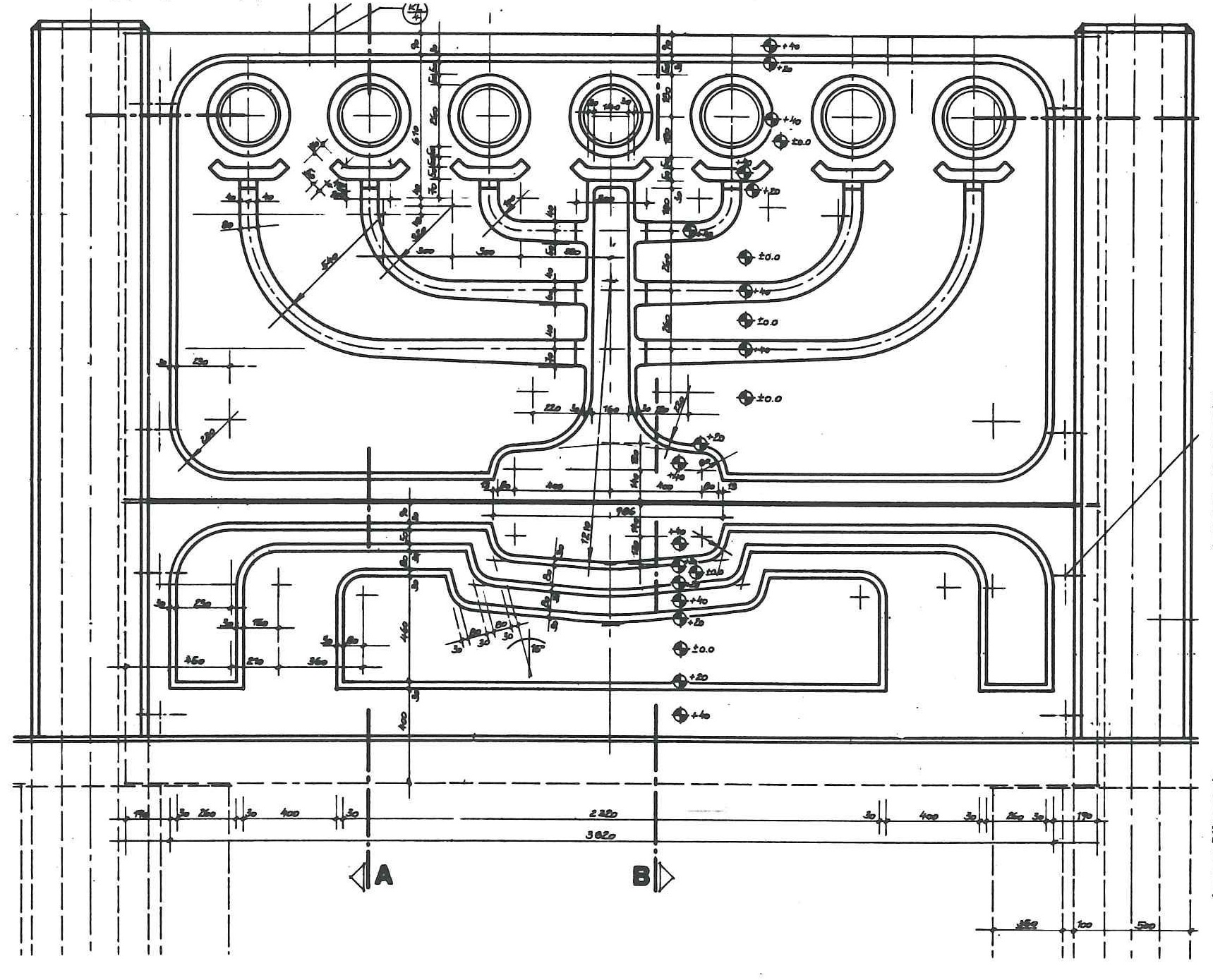
Konstruktionszeichnung der von Gerd Pieper und Christa Frenzel entworfenen Plattenelemente für die Neueinfriedung Jüdischen Friedhofs in Berlin-Weißensee

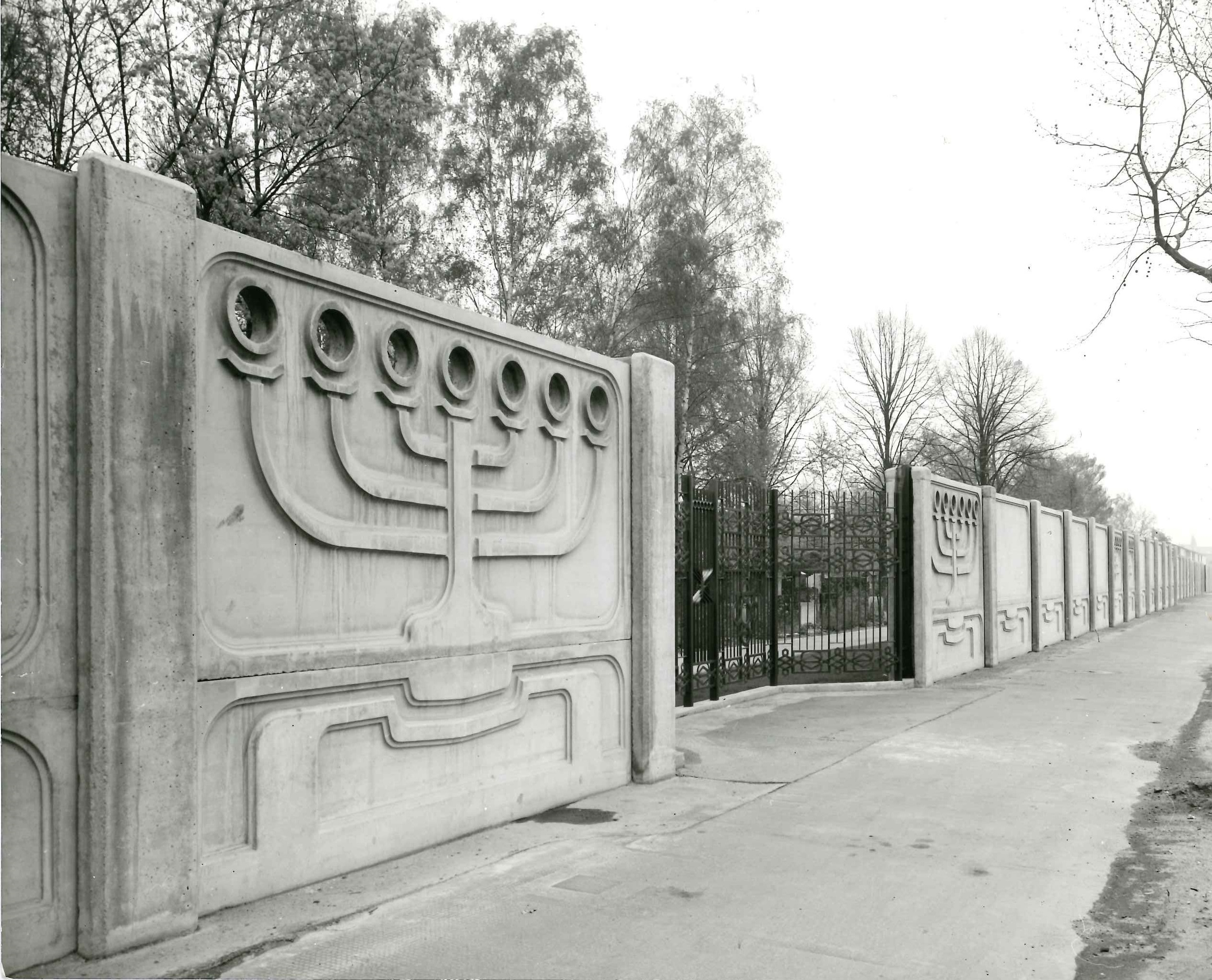
Neueinfriedung des Jüdischen Friedhofs in Berlin-Weißensee

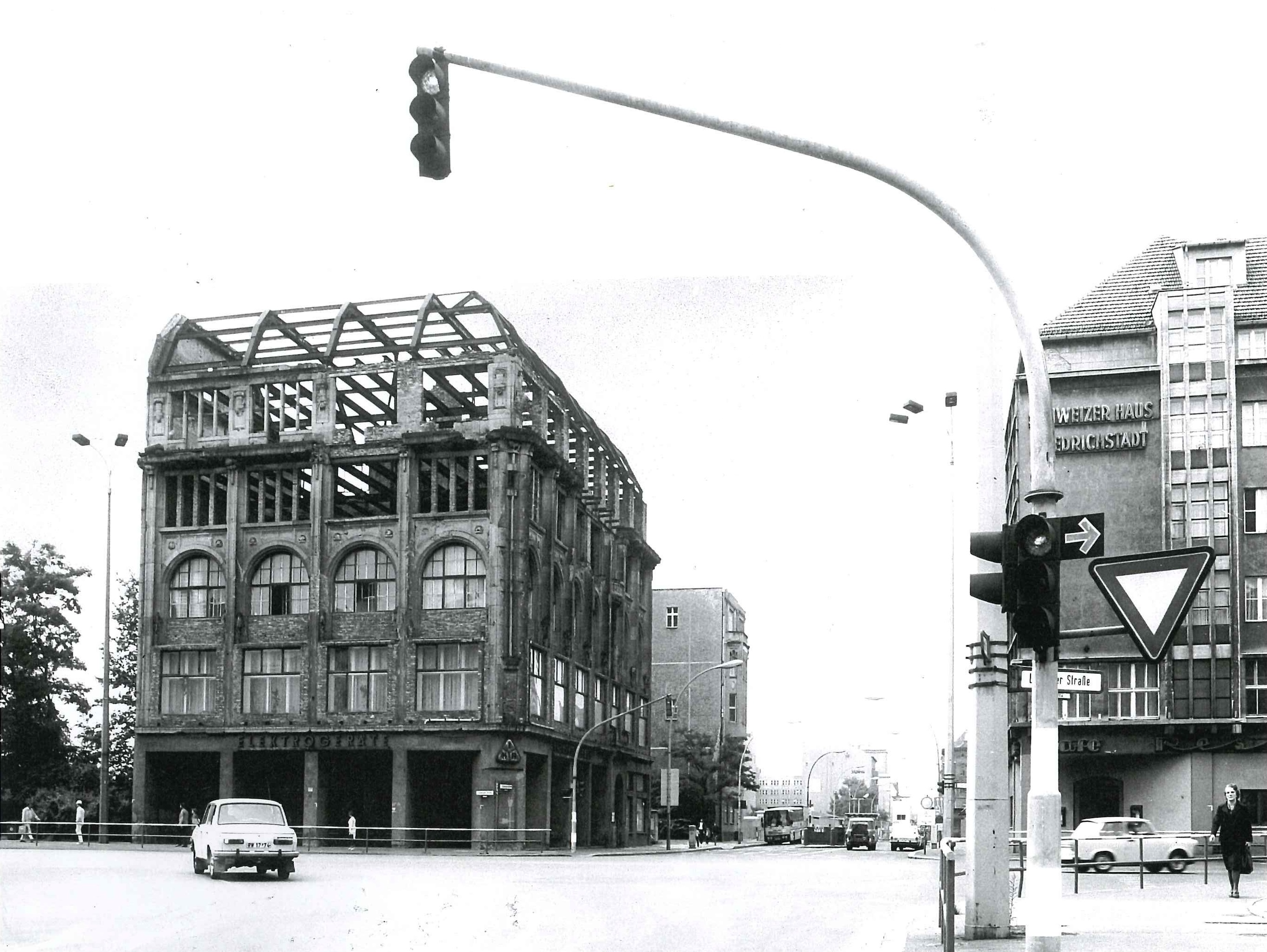
Ruine des ehemaligen Kaufhauses Moritz Mädler in Blickrichtung Grenzübergang / Checkpoint Charly

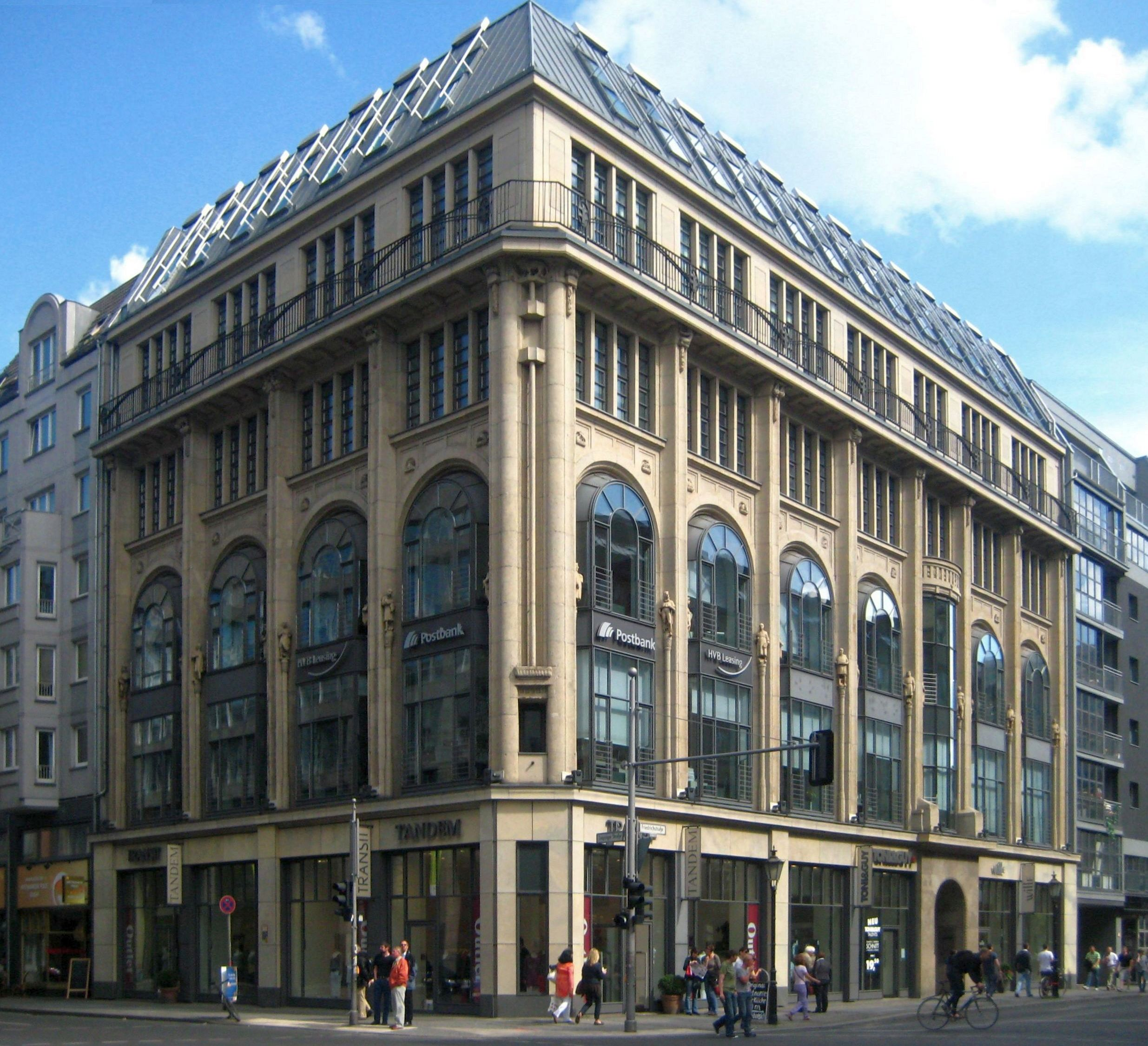
Ehemaliges Kaufhaus Moritz Mädler nach dem Wiederaufbau

Gerd Pieper (* 6. November 1942 in Berlin; † 20. Mai 2023 ebenda) war ein deutscher Architekt.
Gerd Pieper gestaltete bemerkenswerte Restaurant-Innenräume in Ost-Berlin, neben den Gaststätten im Berliner Kaffeehaus am Alexanderplatz auch im Restaurant Moskau und im ersten Pekingrestaurant der DDR. Parallel zum Neubau des Bettenhauses entwarf er das Versorgungszentrum der Charité und war an der Gestaltung der neuen Einfriedung für den Jüdischen Friedhof in Berlin-Weißensee beteiligt.

## Leben und Werk
Pieper, dessen Vater als Soldat im Zweiten Weltkrieg vermisst wurde, wuchs als Sohn einer Schneiderin zusammen mit zwei älteren Schwestern in einer 1½ Zimmer-Wohnung im Haus Schwedter Straße 5 im Berliner Bezirk Prenzlauer Berg auf. Nach seinem Abitur im Jahr 1960 studierte er an der Hochschule für Bauwesen Cottbus und ab 1962 an der Hochschule für Bauwesen Leipzig, wo er 1966 den akademischen Grad eines Diplom-Ingenieurs der Fachrichtung Hochbau erlangte. Im selben Jahr begann er im Entwurfsbüro der Deutschen Reichsbahn eine Tätigkeit als Architekt und wechselte 1967 zur Gesellschaft für Betriebsberatung des Handels, einem Planungs- und Forschungsbüro für Handelsbauten und Gaststätten mit den unter Leitung von Siegfried Pasternak entwickelten Projekten Reko-Studie Interhotel Hotel Astoria Leipzig oder Küchenprojekt Appartementhaus Cottbus.
Im Jahr 1968 nahm er beim Bau- und Montagekombinat Ingenieurhochbau Berlin die Arbeit im Architektenkollektiv Heinz Aust, Rolf Heider und Walter Herzog auf. Hier begann Pieper seine Laufbahn mit der Mitarbeit an der Umbauung des Berliner Fernsehturms und am Strahlenschutzzentrum Berlin-Karlshorst.
Ab 1972 arbeitete er an den Planungen für den gastronomischen Teil und die Küchenbereiche des Palasts der Republik mit und steuerte die Gestaltung von speziellen Sechseck-Tischen für die Ballsaal- und Bankettbestuhlung bei. Ab 1978 war er in die Konzeption für Neubau und Rekonstruktion der Charité eingebunden und übernahm die Entwurfsleitung für das neue Versorgungszentrum für 5.000 Essenteilnehmer – 2.000 Krankenhaus-Patienten und 3.000 Mitarbeiter bzw. Studenten.
Ein anspruchsvolles Projekt stellte für Gerd Pieper ab 1981 die Entwurfsleitung für den Einbau von fünf Gaststätten in das 1930–1932 nach Entwurf von Peter Behrens errichtete Alexanderhaus (Alexanderplatz 2, Sparkassengebäude) dar. Bei der Projektierung der fünf Gaststättenräume Moccabar, Kaffeehaus, Pizzastube, Palatschinkenbar und Suppenterrine erschloss er neue unkonventionelle Möglichkeiten für Wanddekors – u. a. mit Textilmaterial und großformatigen Marmorpapier-Unikaten.
Um nicht nur im Versorgungs- und Gastronomie-Bereich zu wirken, widmete sich Pieper ein Jahr später zusammen mit seinen Kollegen Christa Frenzel, Rolf Heider und Renate Rauer der Entwurfsleitung für die Planung des 65 Meter hohen, am oberen Ende mit einer Auskragung konstruierten HLS-Turmes für die heizungs-, lüftungs- und sanitärtechnischen Untersuchungen der Bauakademie der DDR in Berlin-Hohenschönhausen.
Einen ganz besonderen Raum im architektonischen Wirken Gerd Piepers nahm sein Engagement für die neue Einfriedung des Jüdischen Friedhofs in Berlin-Weißensee (1983) an seiner Nord-Ost-Seite zur Indira-Gandhi-Straße ein. Anfang der 1980er Jahre hatten Vandalismus, Diebstahl und Grabfrevel auf diesem bedeutenden Friedhof einen traurigen Höhepunkt erreicht. Auf einer Länge von 750 Meter galt es eine Friedhofsmauer zu errichten, deren Entwurf Zugangssicherheit, kultisch-gestalterische und bauwirtschaftliche Aspekte miteinander verbinden musste. Da für eine Rekonstruktion der alten Einfriedungsmauer weder finanzielle noch bauhandwerkliche Ressourcen zur Verfügung waren und die Lösung unter den Innovationsvorgaben moderner Bautechnologien stand, zielte Christa Frenzels und Gerd Piepers Entwurfsleitung auf eine Fertigteil-Bauweise. Prägendes Gestaltungsmoment stellte eine Ornamentplatte mit einem stilisierten Menora-Motiv dar, wobei jeweils am Ende der sieben Leuchterarme eine kreisrunde Öffnung vorgesehen war, die den massiven Platten Gliederung und partielle Durchlässigkeit verliehen.
Diese innovativ gestalteten Fertigteil-Platten mit komplexer Ornamentik zu projektieren, konnte Pieper nur wagen, weil er auf belastbare kollegiale Beziehungen zu Spezialgewerken des Bauwesens – hier vor allem zu Stuckateuren – und gute Kontakte zu besonderen Lieferbetrieben – hier sächsische Hersteller der Kunststoff-Formen für den Plattenguss – zurückgreifen konnte. Dazu gehörten auch Metallbetriebe, die die schmiedeeisernen Gitter-Elemente fertigten, die den Achsen der Wegestruktur des Friedhofs da, wo sie auf die Außenmauer trafen, mit Ein- und Ausblicksmöglichkeiten architektonische Entsprechungen gaben. Alle kultisch-gestalterische Aspekte koordinierte Pieper mit der jüdischen Gemeinde von Ost-Berlin und deren damaligem Vorsitzenden Peter Kirchner.
Nach der Entwurfsleitung für die Rekonstruktion des Restaurants Moskau (1984), bei der die Restaurants, das Tanzcafé sowie die vier Salons eine eigene, ihrer Unterschiedlichkeit gemäße räumliche Stimmung erhielten, und nach dem Neubau des Terrassencafés im Tierpark Berlin (1986) – einem bogenförmigen zweiflügligen Gebäudekomplex für mehr als 900 Gäste – übernahm Pieper im selben Jahr Planungsaufgaben an der südlichen Friedrichstraße im Berliner Bezirk Mitte. Er wurde mit der Entwurfsleitung für den Aufbau der Gebäuderuine an der Südost-Ecke Leipziger Straße / Friedrichstraße betraut – des ehemaligen Kaufhauses Moritz Mädler, das 1904 nach Entwurf von Robert Leibnitz errichtet und am Ende des Zweiten Weltkriegs bis auf sein Stahlgerüst und das Untergeschoss schwer zerstört worden war. Ziel der Rekonstruktion sollten Galerieräume für den staatlichen Kunsthandel und die Einrichtung eines ersten Peking-Restaurants der DDR sein. Nicht abgeschlossen wurde der ebenfalls zu dieser Zeit begonnene Baukomplex Haus der Gastronomie und Unterhaltung, für den Pieper die Entwurfsleitung übernommen hatte. Dieser Casino-Neubau an der gleichen Straßenkreuzung wurde nicht in Betrieb genommen und 1996 wieder abgerissen.
Pieper war 1985 auf der Bezirkskunstausstellung Berlin und 1987/1988 auf der Kunstausstellung der DDR in Dresden vertreten.
Nach 1990 gründete Pieper mit zwei Partnern ein Architekturbüro und rekonstruierte mehrere Wohn-Altbauten sowie die Bahnhöfe Wollankstraße, Karlshorst und Oranienburg. Er eröffnete am 21. Oktober 2003 im Haus Sredzkistraße 44 in Berlin die Bistro-Kneipe Pieper, für die er bis 31. Oktober 2005 als Inhaber und Schankwirt tätig war. Nebenberuflich engagierte sich Gerd Pieper für den Amateur-Boxsport.
Unter dem Titel Innenräume und Architekturen würdigte vom 15. September bis zum 11. November 2017 eine Kabinett-Ausstellung in der Berliner Galerie F92 das Lebenswerk des Architekten.
Am 3. Juli 2023 wurde Gerd Piepers Asche in einem Urnengrab auf dem Friedhof I der Georgen-Parochialgemeinde beigesetzt.

## Mitgliedschaften
- 1968–1990: Mitglied im Bund der Architekten der DDR
- 1985–1990: Mitglied im Verband Bildender Künstler der DDR, Sektion Formgestaltung
- ab 1990: Mitglied der Architektenkammer Berlin
- ab 1991: Mitglied im Bund Deutscher Architekten

## Ehrungen
- Aktivist der sozialistischen Arbeit (1975, 1977)
- Banner der Arbeit – Stufe I – im Kollektiv (1976)
- Hufeland-Medaille in Bronze (1978)
- Banner der Arbeit – Stufe II – Einzelauszeichnung (1978)
- Schinkel-Medaille in Bronze (1981)
- Architekturpreis der Deutschen Demokratischen Republik für die Gestaltung der gastronomischen Einrichtungen im Alexanderhaus Berlin (1983)

## Schriften
- (zusammen mit Manfred Rohatsch, Fritz Lemme): Großküchen. VEB Verlag für Bauwesen, Berlin 1971.
- Die neuen Gaststätten im Einrichtungshaus am Alexanderplatz. In: Architektur der DDR, Jahrgang 1983, Heft 6.
- (zusammen mit Manfred Rohatsch, Fritz Lemme): Proektirovanie predprijatij obščestvennogo pitanija. Strojizdat Moskva 1985.
- Neue Innengestaltung des Restaurants „Moskau“ in Berlin. In: Architektur der DDR, Jahrgang 1985, Heft 4, Seite 224–228.
- Neue Friedhofsbegrenzung für den jüdischen Friedhof in Berlin-Weißensee. In: Architektur der DDR, Jahrgang 1985, Heft 4.
- (zusammen mit Gerd Zeuchner): Berlin, Unter den Linden. Holti-Agentur, Berlin (DDR) 1990.
- Pekingrestaurant in Berlin. In: Architektur (ehemals Architektur der DDR), Jahrgang 1990, Heft 8–9.